# Erik Sabo
Erik Sabo (* 22. listopadu 1991, Šúrovce, Československo) je slovenský fotbalový záložník a reprezentant, hráč řeckého klubu PAOK FC, od léta 2016 na hostování v izraelském týmu Bejtar Jeruzalém.
Jeho fotbalovým vzorem je anglický záložník Steven Gerrard, oblíbeným týmem Liverpool FC.
29. října 2015 se stal otcem syna Sebastiána, kterého porodila jeho přítelkyně Eliška Potočná.

## Klubová kariéra
Erik Sabo debutoval v profesionálním fotbale v dresu FC Spartak Trnava, do A-týmu se dostal v červenci 2010. Jaro 2012 strávil na hostování v TJ Spartak Myjava.
S Trnavou se představil v Evropské lize UEFA 2014/15. Ve druhém zápase druhého předkola proti gruzínskému klubu FC Zestafoni skóroval z pokutového kopu, domácí výhra 3:0 zajistila Trnavě postup do 3. předkola proti skotskému klubu St. Johnstone FC. V sezóně 2014/15 nastřílel 11 ligových gólů.
Zahrál si i v Evropské lize UEFA 2015/16.
V srpnu 2015 přestoupil z Trnavy do řeckého týmu PAOK FC ze Soluně (po vzájemném dvojzápase v Evropské lize). S PAOKem podepsal čtyřletou smlouvu. 3. prosince 2015 vstřelil hattrick v utkání řeckého poháru proti týmu AO Chania, výrazně tak přispěl k výhře 6:2.
Po odchodu chorvatského trenéra Igora Tudora v březnu 2016 se od nového srbského kouče Vladimira Iviće mnoha příležitostí na hřišti nedočkal. V červenci 2016 měl možnost odejít na roční hostování s opcí na přestup do izraelského klubu Bejtar Jeruzalém, ale odmítl to. Ve hře byla i možnost přestupu do gruzínského klubu FC Dinamo Tbilisi vedeného slovenským trenérem Jurajem Jarábkem. Nakonec nabídku Bejtaru Jeruzalém na roční hostování koncem srpna 2016 přijal.

## Reprezentační kariéra
Erik Sabo působil ve slovenské mládežnické reprezentaci U21.
23. května 2014 debutoval pod trenérem Jánem Kozákem v A-mužstvu Slovenska v přátelském zápase proti reprezentaci Černé Hory (výhra 2:0). Nastoupil na hrací plochu v 70. minutě. K druhému reprezentačnímu utkání nastoupil o tři dny později 26. května v Petrohradu proti domácímu Rusku (porážka 0:1, rovněž přátelský zápas).
Se slovenskou reprezentací slavil 12. října 2015 postup na EURO 2016 ve Francii (historicky první postup na evropský šampionát pro Slovensko od rozdělení Československa). Nedostal se však do závěrečné 23členné nominace na šampionát.

### Reprezentační zápasy
Zápasy Erika Saba za A-mužstvo Slovenska
| 2014                | 2  | 0 |
| 2015                | 4  | 0 |
| 2016                | 6  | 0 |
| 2017                | 1  | 0 |
| Celkem              | 13 | 0 |
| Platí k 22. 1. 2018 |    |   |